# Puente Héroes del Chaco
El puente Héroes del Chaco es un puente que cruza el río Paraguay y une las ciudades de Asunción y Nueva Asunción (anteriormente conocido como Chaco'i). Sirve para descongestionar el puente Remanso, ubicado 8 km río arriba, y es el único puente de gran envergadura en la capital, y el primero que la une con la Región Occidental.
El puente fue inaugurado oficialmente por el presidente de la República Santiago Peña el 3 de marzo de 2024 y fue habilitado horas después a las 00:00hs del 4 de marzo.

## Historia
En diciembre de 2019 fue adjudicada su construcción al Consorcio Unión, conformado por las empresas CDD Construcciones S.A. y Constructora Heisecke S.A.
El acto de inicio de la obra se llevó a cabo el 12 de junio de 2020, en el 85 aniversario de la firma de la Paz del Chaco.

## Características
La obra tiene una extensión total de 7409 m, partiendo de la rotonda de la Costanera de Asunción hasta la zona de Chaco'i del distrito de Villa Hayes, y conectará con la Ruta PY09. Incluirá el tramo vial de 4800 metros y el tramo de la estructura de 2609 metros (600 metros de atirantado y 2009 metros de viaducto). El plazo de ejecución estimado fue de 36 meses.
Junto al Puente Nanawa en Concepción y el Puente Remanso en Mariano Roque Alonso, son los únicos puentes que conectan las dos regiones del Paraguay.

## Eponimía
Su nombre es un homenaje a los combatientes de la Guerra del Chaco, y fue seleccionado mediante un proceso de participación ciudadana. El acto simbólico de colocación de la piedra fundamental se dio el 12 de junio del 2020, fecha que se recordó el 85.º aniversario de la Paz del Chaco, protocolo que puso fin a esta guerra entre Bolivia y Paraguay.